# Franco Capuana
Franco Capuana (* 29. September 1894 in Fano; † 10. Dezember 1969 in Neapel) war ein italienischer Dirigent und Komponist.
Gleich seinen Schwestern Maria, die als Sängerin bekannt wurde, und Celeste, einer Pianistin, begann Franco Capuana seine musikalische Ausbildung sehr früh und erhielt bereits im Jahr 1905 die Zulassung zum Kompositionsstudium am Conservatorio di San Pietro a Majella in Neapel. Da der Kompositionskurs überbelegt war, nahm er stattdessen zwei Jahre Hornunterricht bei Eduardo de Angelis und studierte dann Harmonielehre bei Camillo de Nardis. Außerdem studierte er Klavier bei Alessando Longo, Musikgeschichte bei Nicola D’Arienzo und Musikästhetik bei Fausto Torrefranca. Noch als Student komponierte er 1915 die Operette La piccola irredenta, die mit Florica Cristoforeanu in der Hauptrolle uraufgeführt wurde.
Im gleichen Jahr wurde er als Assistent des Dirigenten Franco Ghione nach Reggio Emilia verpflichtet. Nach mehreren Stationen lud ihn Pietro Mascagni 1917 für eine Aufführung seiner Oper Lodoletta nach La Specia ein. 1918 leistete er seinen Militärdienst und war dann in der Saison 1918–19 Erster Stellvertreter von Mascagni am Teatro San Carlo in Neapel. 1919 erhielt er seinen ersten Vertrag als Leiter einer Aufführung von Madama Butterfly in Voghera.
1921 gewann Capuana einen Kompositionswettbewerb der Stadt Mailand mit vier Liedern nach Texten von Giosuè Carducci und Giovanni Pascoli. Nach Engagements an verschiedenen Opernhäusern in Italien, u. a. in Cremona, Carpi, Finale Ligure, Correggio, Piacenza, Brescia, Osimo und Modena wurde er 1926 für eine Aufführung von Il Piccolo Marat an das Teatro Olympia nach Madrid eingeladen. Der Erfolg führte zu einer Tour durch die großen Theater Spaniens. In der Saison 1926–27 arbeitete er in Kairo und Alexandria und leitete dort erfolgreiche Aufführungen von Verdis Aida, Arrigo Boitos Nerone, Richard Strauss’ Salome, Debussys Pelléas et Mélisande und die Erstaufführung von Puccinis La rondine.
1930 wurde Capuana Chefdirigent des Teatro San Carlo in Neapel. Dort führte er u. a. Wagners Tristan und Isolde und Meyerbeers Hugenotten, Guido Laccettis Hoffmann, Francesco Cileas Gloria und Gustave Charpentiers Louisa auf. 1937 dirigierte er am Teatro alla Scala Enrique Granados’ Oper Goyescas, im Folgejahr die Welturaufführung von Licinio Refeices Margherita da Cortona und 1939 Ildebrando Pizzettis Fedra. 1949 bis 1952 war er Musikdirektor der Scala.
Außerhalb von Italien dirigierte Capuana u. a. in London, Bordeaux, Wien, Athen, Lissabon, Lausanne, Berlin, Tokio, Budapest, Zagreb, Madrid und Monaco. Für eine Aufführung von La Sonnambula erhielt er 1955 den Grand Prix du Disque. 1962 wurde er mit dem Verdienstorden der Italienischen Republik als Großoffizier ausgezeichnet, im Folgejahr erhielt er den Premio Illica.